# Strongylurus scriptelytron
Strongylurus scriptelytron là một loài bọ cánh cứng trong họ Cerambycidae.